# Stadionul Olimpic din Atena
Stadionul Olimpic din Atena "Spiros Louis" (greacă Ολυμπιακό Στάδιο της Αθηνας "Σπύρος Λούης", Olympiakó Stádio "Spiros Louis") este un stadion sportiv, parte a Complexului Olimpic din Atena, Grecia. A găzduit Campionatele Europene de Atletism din 1982.

## Concerte
| Concerte ținute pe Stadionul Olimpic "Spiros Louis" | Concerte ținute pe Stadionul Olimpic "Spiros Louis"                                                        | Concerte ținute pe Stadionul Olimpic "Spiros Louis" | Concerte ținute pe Stadionul Olimpic "Spiros Louis" |
| Data                                                | Artist | Turneu                                              | Spectatori                                          |
| --------------------------------------------------- | --- | --------------------------------------------------- | --------------------------------------------------- |
| 3 octombrie 1988                                    | Sting, Peter Gabriel, Bruce Springsteen & The E Street Band, Tracy Chapman, Youssou N'Dour, George Dalaras | Human Rights Now!                                   | -                                                   |
| 31 mai 1989                                         | Pink Floyd                                                                                                 | A Momentary Lapse of Reason                         | 60.000                                              |
| 9 iunie 1992                                        | Frank Sinatra                                                                                              | -                                                   | -                                                   |
| 24 mai 1993                                         | Guns N' Roses                                                                                              | Use Your Illusion                                   | 55.000                                              |
| 16 septembrie 1998                                  | The Rolling Stones                                                                                         | Bridges to Babylon                                  | 70.000                                              |
| 3 iulie 2001                                        | Eros Ramazzotti                                                                                            | Stilelibero                                         | -                                                   |
| 20 iulie 2006                                       | Shakira | Oral Fixation Tour                                  | 40.000                                              |
| 26 iulie 2007                                       | George Michael                                                                                             | 25 Live                                             | 40.000                                              |
| 27 septembrie 2008                                  | Madonna | Sticky & Sweet                                      | 75.637                                              |
| 28 mai 2009                                         | AC/DC | Black Ice World Tour                                | 50.000                                              |
| 8 iulie 2009                                        | Carlos Santana                                                                                             | Live Your Light                                     | 25.000                                              |
| 3 septembrie 2010                                   | U2 | 360°                                                | 82.662                                              |
| 13 iulie 2011                                       | Pyx Lax | Manos Xidos                                         | 80.000                                              |
| 20 iulie 2011                                       | Bon Jovi                                                                                                   | Open Air                                            | 60.652                                              |
| 4 septembrie 2012                                   | Red Hot Chili Peppers                                                                                      | I'm With You                                        | Aprox: 60.000                                       |
| 31 iulie 2013                                       | Roger Waters                                                                                               | The Wall                                            | 25.807                                              |

## Galerie

Flacara Olimpică a Jocurilor Olimpice din 2004
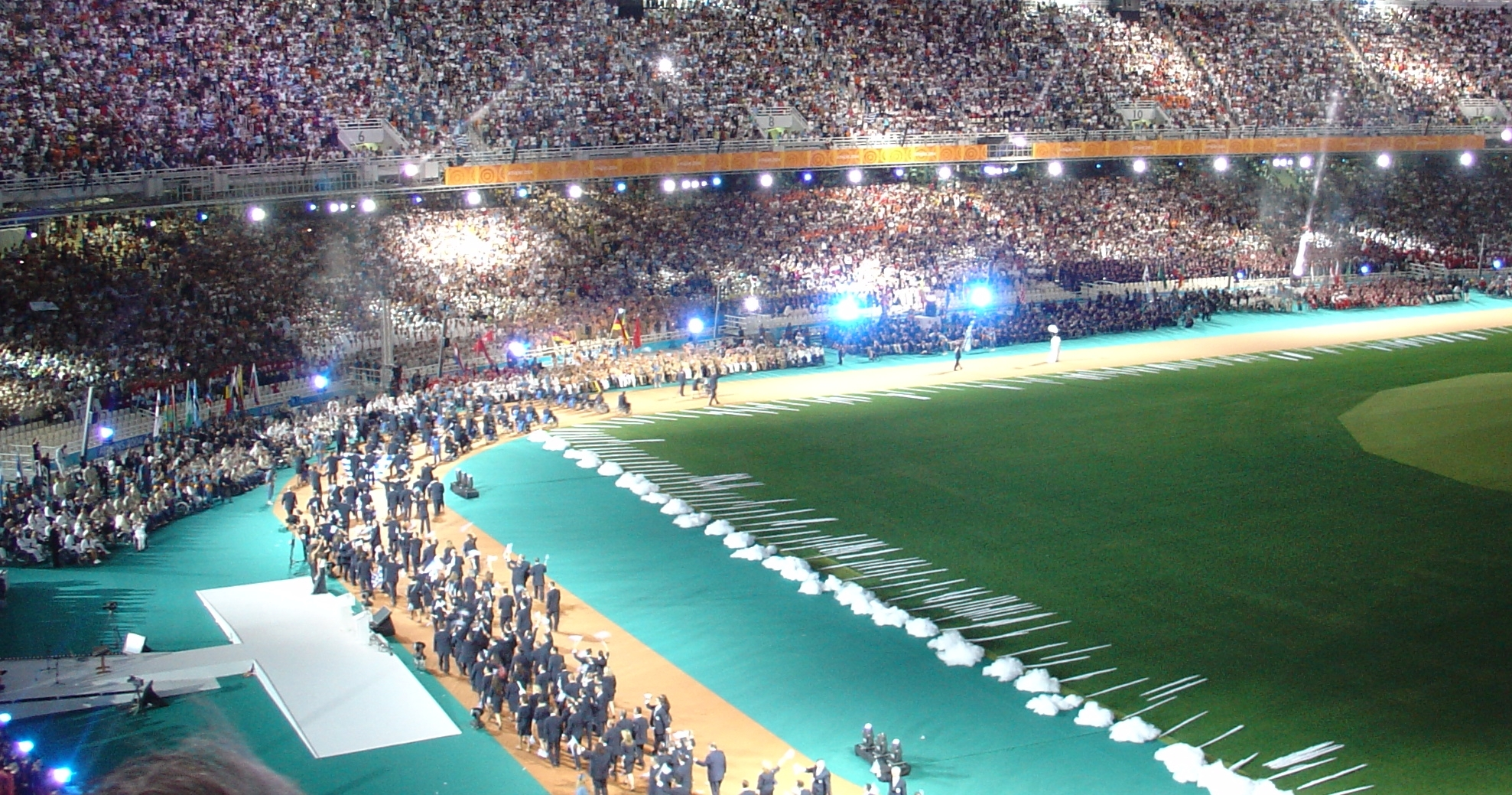
Ceremonia de deschidere a Jocurilor Paralimpice